# Tát Cáp Lân
Tát Cáp Lân (chữ Hán: 薩哈璘, tiếng Mãn: ᠰᠠᡥᠠᠯᡳᠶᠠᠨ, chuyển tả: Sahaliyan; 19 tháng 6 năm 1604 - 11 tháng 6 năm 1636), còn được dịch là Tát Cáp Liên (薩哈連, Sakhalian) hoặc Tát Cáp Liêm (薩哈廉, Sahalan), Ái Tân Giác La, là một Thân vương, một nhà quân sự thời kỳ đầu của nhà Thanh trong lịch sử Trung Quốc.

## Cuộc đời
Tát Cáp Lân sinh vào giờ Mão, ngày 23 tháng 5 (âm lịch), năm Minh Vạn Lịch thứ 32 (1604), trong gia tộc Ái Tân Giác La. Ông là cháu nội của Nỗ Nhĩ Cáp Xích, con trai thứ ba của Lễ Liệt Thân vương Đại Thiện. Mẹ ông là Kế Phúc tấn Nạp Lạt thị, con gái của Diệp Hách Bối lặc Bố Trại. Ông từ rất sớm đã được sơ phong Đài cát. Năm Thiên Mệnh thứ 10 (1625), Lâm Đan hãn của Sát Cáp Nhĩ tấn công Khoa Nhĩ Thấm, ông suất lĩnh năm ngàn kỵ binh tinh duệ đi cứu viện, giải vây cho Khoa Nhĩ Thấm. Năm thứ 11 (1626), ông theo cha mình là Đại Thiện chinh phạt các bộ Khách Nhĩ Khác Ba Lâm bộ, Trát Lỗ Đặc bộ, nhờ chiến công mà được phong làm Bối lặc, tham dự Nghị chính.

### Chinh chiến
Năm Thiên Thông nguyên niên (1627), theo Hoàng Thái Cực phạt Minh, ông cùng Bối lặc Đức Cách Loại suất lĩnh kỵ binh tinh duệ làm tiên phong, tiến đến Cẩm Châu, Minh quân bỏ trốn, ông đuổi theo tiêu diệt. Lại tiếp tục cùng Mãng Cổ Nhĩ Thái bảo vệ lương thực đang vận chuyển ở Tháp Sơn, đánh bại hơn hai vạn quân Minh tập kích tại đây, thu hoạch được nhiều ngựa và giáp trụ. Quân Hậu Kim vây Ninh Viễn, Tổng binh Mãn Quế xuất quân Mật Vân suất thành hai dặm bày trận nhưng bị quân Hậu Kim đánh bại, truy đuổi đến dưới thành. Ông cùng các Bối lặc cùng tấn công, phân binh tiêu diệt, ông bị thương nhưng càng đánh càng hăng hái. Quân Hậu Kim toàn thắng.
Năm thứ 3 (1629), Hoàng Thái Cực đích thân chinh phạt Minh triều đến Ba La Hà (波罗河, Boluo River). Trong lúc hành quân, Đại Thiện và Tế Nhĩ Cáp Lãng bí mật chuẩn bị thu quân làm Hoàng Thái Cực không vui. Ông và Nhạc Thác chủ trương ủng hộ Hoàng Thái Cực tiếp tục tiến quân, liền từ Hồng Sơn khẩu đánh hạ Tuân Hóa, áp sát Kinh sư nhà Minh, ông lại đánh bại viện binh của nhà Minh ở Đức Thắng môn. Tháng 12, ông cùng Nhạc Thác lần lượt đánh hạ Thông Châu, đốt chiến thuyền, vây Vĩnh Bình, hạ Hương Hà. Năm thứ 4 (1630), quân Hậu Kim đánh hạ Vĩnh Bình, ông cùng Tế Nhĩ Cáp Lãng thống lĩnh vạn quân trú thủ Vĩnh Bình, sau đó do Bối lặc A Mẫn thay thế ông ở lại đóng quân.
Năm thứ 5 (1631), nhà Thanh phỏng theo nhà Minh thiết lập Lục bộ, ông được giao chưởng quản Lễ bộ. Năm thứ 6 (1632), ông đem quân tấn công Quy Hóa thành. Năm thứ 7 (1633), tháng 6, Hoàng Thái Cực trưng cầu ý kiến của các đại thần về việc đánh Minh triều, Triều Tiên, Sát Cáp Nhĩ, nên đánh địa phương nào trước, ông chủ trương hòa hoãn với Triều Tiên và Sát Cáp Nhĩ, tập trung đánh nhà Minh. Năm thứ 8 (1634), ông cùng Đa Nhĩ Cổn nghênh đón hàng tướng Thượng Khả Hỉ, chiêu an hơn 3.800 người từ hai đảo Quảng Lộc (广鹿岛, Guanglu Island) và Trường Sơn (小长山岛, Xiaochangshan Island) thuộc Đại Liên. Sau đó, ông đem quân đi đánh Đại Châu, Quách Huyện, Đại Đồng. Năm thứ 9 (1635), ông và Đa Nhĩ Cổn, Nhạc Thác, Hào Cách và những người khác đã thu hàng con trai của Lâm Đan hãn là Ngạch Nhĩ Khắc Khổng Quả Nhĩ. Ông cùng Đa Nhĩ Cổn và Hào Cách tấn công Sơn Tây.

### Cuối đời
Năm Sùng Đức nguyên niên (1636), tháng đầu tiên, ông ốm nặng và Hoàng Thái Cực đã lệnh cho Hy Phúc  đến thăm, chuyển lời hy vọng ông dưỡng bệnh tốt, đừng phụ kỳ vọng của Đế. Ngày 11, mặc kệ lời can ngăn, Hoàng Thái Cực đích thân đến thăm ông. Cùng ngày thì ông qua đời. Lúc này ông mới 33 tuổi. Hoàng Thái Cực cực kỳ đau buồn, cho nghỉ triều ba ngày. Ngày 23, Hoàng Thái Cực suất chư Vương cùng văn võ đại thần đến tế lễ. Thái Tông đích thân tưới rượu, khóc thương cho Tát Cáp Lân, khen ngợi ông thấu đáo mẫn tiệp, tinh thông tiếng Mãn, Hán, Mông, là người đa tài, truy phong ông làm Dĩnh Thân vương. Năm Khang Hi thứ 10 (1671), ông được truy thụy "Nghị", trở thành Hòa Thạc Dĩnh Nghị Thân vương (和碩穎毅親王). Năm Càn Long thứ 19 (1754), ông được đưa vào thờ tự trong Hiền vương từ ở Thịnh Kinh.

## Gia quyến
- Đích thê: Nạp Lạt thị (纳喇氏), con gái của Ô Lạp Bối lặc Bố Chiếm Thái. Cùng bị xử tử với A Đạt Lễ.
- Con trai

1. A Đạt Lễ (giản thể: 阿达礼; phồn thể: 阿達禮, tiếng Mãn: ᠠᡩᠠᠯᡳ, chuyển tả: Adali, 7 tháng 11 năm 1624 – 30 tháng 9 năm 1643), mẹ là Nạp Lạt thị, được phong làm Đa La Quận vương. Năm Sùng Đức thứ 8 (1643), ngày 18 tháng 8, cùng bị xử tử với Thạc Thác vì liên quan đến việc chọn người kế vị. Mẹ ông là Nạp Lạt thị cũng cùng bị xử tử, con cháu bị truất đi tư cách Tông thất. Đến năm Khang Hi thứ 52 (1703), con cháu được ban cho Hồng đái tử, phụ nhập vào cuối Ngọc điệp. Có một con trai.
2. Lặc Khắc Đức Hồn (勒克德渾, tiếng Mãn: ᠯᡝᡴᡩᡝᡥᡠᠨ, chuyển tả: Lekdehun, 25 tháng 6 năm 1629 - 4 tháng 5 năm 1652), mẹ là Nạp Lạt thị. Năm 1643, bị A Đạt Lễ liên lụy mà truất đi tư cách Tông Thất. Năm Thuận Trị nguyên niên (1644), được phục nhập Tông thất, phong làm Đa La Bối lặc. Năm 1648 được phong làm Thuận Thừa Quận vương, trở thành một trong 12 Thiết mạo tử vương của nhà Thanh. Sau khi qua đời được truy thụy Thuận Thừa Cung Huệ Quận vương (順承恭惠郡王). Có bốn con trai.
3. Đỗ Lan (杜蘭, Duran, 11 tháng 9 năm 1633 - 9 tháng 6 năm 1675), mẹ là Nạp Lạt thị. Năm 1649 được phong Bối lặc, sau hàng Trấn quốc công (1668). Có bốn con trai.

- Con gái

1. Trưởng nữ (1620 – 1667), mẹ là Nạp Lạt thị, được phong làm Huyện chúa. Năm 1632, kết hôn với Tam đẳng công Hà Nhĩ Bản (何爾本), con trai của Hòa Thạc Đồ và Quận chúa Ái Tân Giác La thị, cũng là cháu nội của Hà Hòa Lễ và Đông Quả Cách cách. Sau khi ngạch phò mất vào năm 1639, bà tái giá với Át Tất Long.
2. Thứ nữ (1625 – 1700), mẹ là Nạp Lạt thị, được phong làm Huyện chúa. Năm 1640, kết hôn với Đa La Quận vương Đằng Cát Tư (腾吉思) làm Ngạch phò. Ngạch phò mất vào năm 1647.
3. Tam nữ (1626 – 1642), mẹ là Nạp Lạt thị. Mất khi chưa xuất giá.